# Гулиев, Тамерлан Мажирович
Тамерлан Мажирович Гулиев (15 мая 2004) — российский тяжелоатлет. Бронзовый призёр чемпионата России 2025 года в категории до 73 кг. Мастер спорта России.

## Биография
Родился 15 мая 2004 года. Воспитанник Кабардино-Балкарской спортивной школы. Тренируется в Муаеда Шаова. Обучается на кафедре теории и методики тяжелоатлетических видов спорта им. А. С. Медведева Российского университета спорта.
28 июля 2021 года присвоено звание звание «Мастер спорта России».
В августе 2025 года на чемпионате России в Санкт-Петербурге в категории до 73 кг завоевал бронзовую медаль с результатом 303 кг по сумме двоеборья. В упражнении «рывок» стал третьим с результатом 138 кг.

## Основные результаты
| Год  | Соревнования     | Место проведения | Весовая категория | Рывок, кг | Толчок, кг | Сумма, кг | Место |
| ---- | ---------------- | ---------------- | ----------------- | --------- | ---------- | --------- | ----- |
| 2025 | Чемпионат России | Санкт-Петербург  | до 73 кг          | 138       | 165        | 303       | 3     |